# Megastomatohyla
Megastomatohyla és un gènere de granotes de la família dels hílids que es troba als boscos dels estats mexicans de Veracruz i Oaxaca.

## Taxonomia
| Nom binomial i autor                        | Nom comú |
| ------------------------------------------- | -------- |
| Megastomatohyla mixe (Duellman, 1965)       |          |
| Megastomatohyla mixomaculata (Taylor, 1950) |          |
| Megastomatohyla nubicola (Duellman, 1964)   |          |
| Megastomatohyla pellita (Duellman, 1968)    |          |